# Estoa

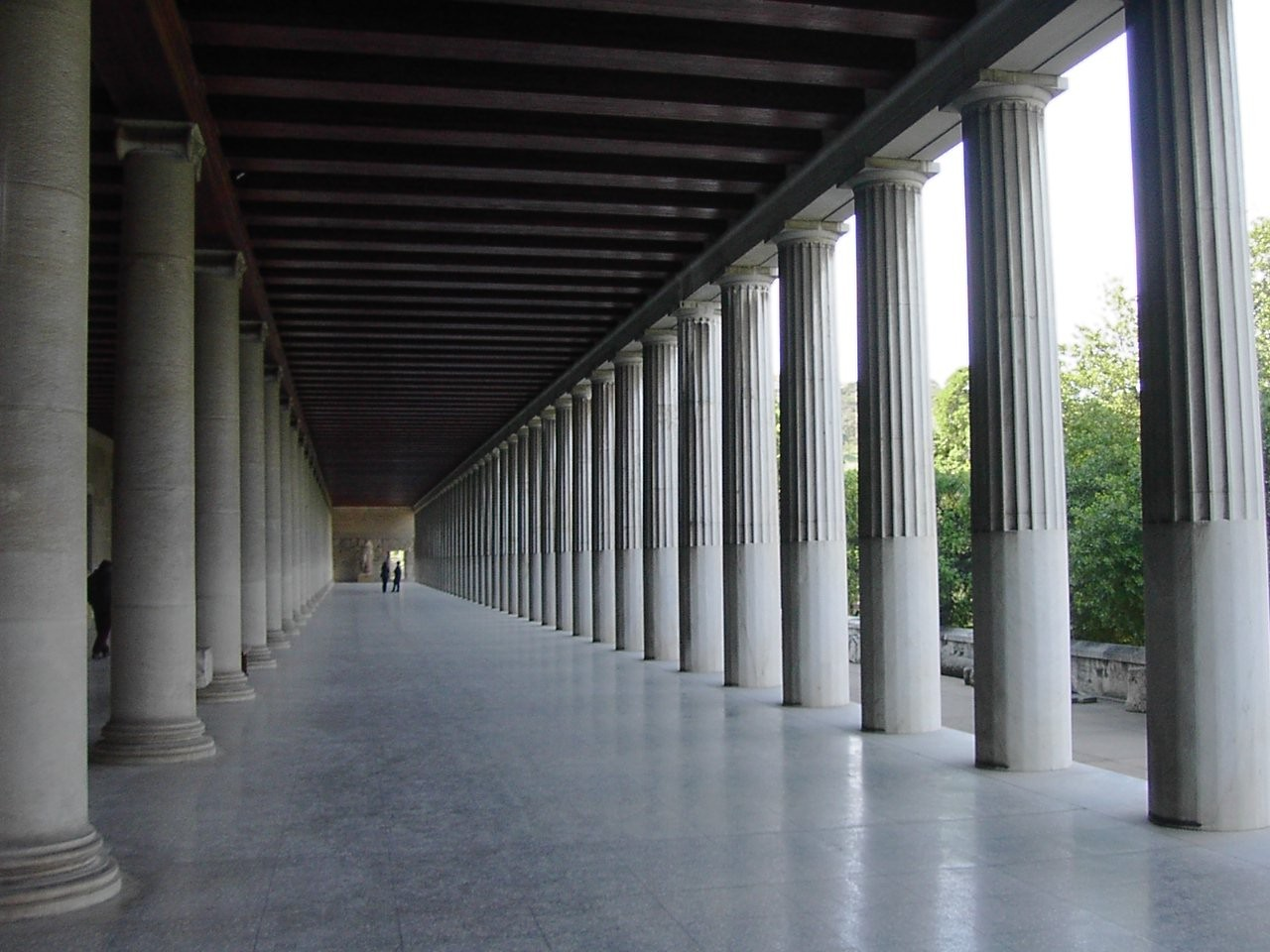
Estoa de Átalo, após restauro, em Atenas

Estoa (em grego: Στοά; romaniz.: stoá; lit. "pórtico" ou "colunata"; pl. stoai) é um elemento arquitetônico muito utilizado na Grécia Antiga e que consistia de um corredor ou pórtico coberto, comumente destinado ao uso público.
Os primeiros estoas eram abertos na entrada, com colunas que ladeavam o edifício, criando uma atmosfera envolvente e protegida. As colunas costumavam ser feitas no estilo dórico. Já os exemplos posteriores possuem dois andares, com um telhado que cobre as colunatas internas onde lojas ou oficinas estavam localizadas, e passaram a seguir a arquitetura jônica. Esses edifícios eram inteiramente abertos ao público. Ali, mercadores podiam vender  seus produtos, artistas mostravam  suas obras, e cerimônias religiosas podiam se realizar. Os estoas ficavam normalmente ao redor das ágoras, praças centrais das grandes cidades, onde funcionavam os mercados.

## Estoas célebres
- Estoa Pintado
- Estoa de Átalo
- Estoa Real
- Estoa de Zeus, em Atenas
- Estoa de Anfiarau
- Estoa dos Atenienses